# Atròfia muscular progressiva
L'atròfia muscular progressiva (AMP), també anomenada malaltia de Duchenne-Aran i atròfia muscular de Duchenne-Aran, és un trastorn caracteritzat per la degeneració de les motoneurones inferiors, que provoca una pèrdua progressiva i generalitzada de la funció muscular.
L'AMP es classifica entre les malalties de les motoneurones (MMN) on es creu que representa al voltant del 4% de tots els casos de MMN.
L'AMP afecta només les motoneurones inferiors, a diferència de l'esclerosi lateral amiotròfica (ELA), la MMN més freqüent, que afecta tant les motoneurones superiors com les inferiors, o l'esclerosi lateral primària, una altra MMN, que afecta només les motoneurones superiors. La distinció és important perquè la AMP s'associa amb un millor pronòstic que l'ELA.